# SV Voorwaarts (Suriname)
SV Voorwaarts is een Surinaamse voetbalclub uit Paramaribo. SV Voorwaarts speelt in de Suriname Major League op het terrein van Voorwaartsveld.

## Erelijst
- SVB-hoofdklasse: 6

1936, 1941, 1952, 1957, 1977, 2002
- Suriname President's Cup: 1

2002

## Geschiedenis
Sport Vereniging Voorwaarts, is niet de eerste voetbalclub uit het Zuid-Amerikaanse Suriname.  Het is wel de oudste nog actieve club.
Voorwaarts werd opgericht door schoolvrienden van de Hendrikschool, op 1 augustus 1919.   Dit gebeurde in de woning van een van de jongens in Fort Zeelandia.  De jongens zelf waren toen 13 jaar oud.
Op 16 november 1919 speelde SV Voorwaarts z'n eerste officiële wedstrijd.
In de eerste jaren wisselden ze regelmatig van terrein.
SV Voorwaarts was de eerste Surinaamse club die een buitenlandse trip maakte (1927) naar Frans Guyana, ... per motorboot en verder per fiets ...  De trip ging naar St. Laurent. Voorwaarts won toen met 8–0.
In 1998 was Harry Boedjawan een van de belangrijkste financiers voor de bouw van het voetbalstadion met drieduizend zitplaatsen; de bouw kostte uiteindelijk 340.000 USD. Het stadion raakte in twintig jaar tijd verwaarloosd en vanaf 2017 was het om veiligheidsredenen niet meer bruikbaar.
Boedjawan was van 1998 tot 2010 voorzitter van SV Voorwaarts. Daisy Liong A Kong was tot zijn dood in 2020 voorzitter van de club.
Sinds 1 augustus 2023 is SV Voorwaarts, als oudste actieve voetbalclub van Suriname, lid van de prestigieuze Club of Pioneers.

## Bekende (oud-)spelers
- Dolf Degenaar
- Ludwig Mans